# موسیقی گالانت
در موسیقی، گالانت (به انگلیسی: Galant) به سبکی اشاره دارد که از دهه ۱۷۲۰ تا ۱۷۷۰ رایج بود. این جنبش بازگشتی به موسیقی ساده و بی‌شیله، پس از موسیقی پیچیده اواخر دوران باروک بود که ملودی‌های ساده‌تر و ترانه‌محورتر داشت و چندصدایی و عبارات کوتاه و دوره ای کمتر داشت و واژگان هارمونیک با تأکید بر تونیک کاهش یافتند. امانوئل باخ و دانیل گوتلوب تورک، که از مهمترین نظریه پردازان اواخر قرن ۱۸ بودند، گالانت را از سبک‌هایی که روشی آموزشی سخت داشتند، متمایز کردند.
موسیقی گالانت بخشی از جنبش گسترده‌تر گالانت در هنر در آن زمان بود.

## تاریخچه

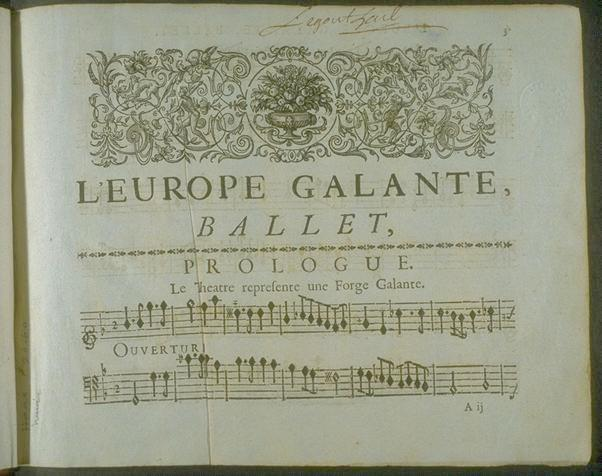
آندره کامپرا، چاپ دوم L'Europe galante (1698)

کلمه «گالانت» از زبان فرانسوی گرفته شده‌است که حداقل تا قرن شانزدهم مورد استفاده قرار می‌گرفت. در اوایل قرن ۱۸، منظور از انسان گالانت (galant homme) آدمی مدگرا، زیبانگر، با فرهنگ و با فضیلت بود. به نظر می‌رسد که یوهان متیسون ، نظریه‌پرداز آلمانی، این اصطلاح را دوست داشته‌است. این عنوان در نخستین رساله او در سال ۱۷۱۳ به کار رفته‌است. (به جای سنزسریف که در اینجا به صورت ایتالیایی آورده شده‌است، متیسون از سبک رومان برای تأکید بر بسیاری از عبارات غیر آلمانی استفاده کرده‌است ((Mattheson 1713)؛ (Heartz and Brown 2001a))). متیسون ظاهراً اولین کسی بود که در رساله Das forschende Orchester به سال ۱۷۲۱ به موسیقی «سبک گالانت» اشاره کرده‌است. او سبک کم‌رنگ‌تر و مدرن‌تر گالانت را einem galanten Stylo نامگذاری کرد و در میان موسیقی‌دانان برجسته آن جیوانی بونونچینی، آنتونیو کالدارا، تیلمان، الساندرو اسکارلاتی، آنتونیو ویوالدی و جورج فردریک هندل (Heartz 2003) را قرار داد. تمامی آنها برای اپرا سریا ایتالیایی بر پایه صدا آهنگ می‌نوشتند و این شکل اپرایی شکل اصلی موسیقی گالانت بود.